# Tom Sawyer détective (film, 1938)
Pour les articles homonymes, voir Tom Sawyer (homonymie).
Pour plus de détails, voir Fiche technique et Distribution.
Tom Sawyer détective (Tom Sawyer, Detective) est un film américain en noir et blanc réalisé par Louis King, sorti en 1938. 
Il s'agit de l'adaptation du roman de Mark Twain : Tom Sawyer détective (Tom Sawyer, Detective, 1896).

## Synopsis
La tante Polly envoie Tom et Huck en Arkansas passer l'été avec une autre tante de Tom, Sally, et l'oncle Silas Phelps. L'avocat raté Jeff Rutledge veut épouser Ruth, la fille de Sally et Silas, mais le riche Brace Dunlap a lui aussi des vues sur la jeune fille. À la fin de l'été, Tom et Huck rentrent chez eux et retournent à l'école. L'été suivant, la tante Sally envoie à nouveau les deux enfants aider à la ferme de l'oncle Silas car sa santé s'est affaiblie. À bord du bateau à vapeur qui les emporte vers l'Arkansas, Tom et Huck sont abordés par deux hommes prétendant être des détectives ; ils demandent aux garçons leur aide pour rechercher un passager. Au début, Tom et Huck pensent que l'homme recherché est Jupiter Dunlap, le paresseux qui était censé travailler à la ferme de tante Sally et de l'oncle Silas. Mais l'homme avoue être Jake Dunlap, le frère jumeau de Jupiter, qui serait décédé. Jake cache deux diamants de grande valeur dans le talon creux de sa botte ; il est certain que les pseudo-détectives sont des voleurs qui veulent le voler et le tuer. Tom et Huck aident Jake à se déguiser afin qu'il puisse descendre discrètement du bateau lors d'une escale. 

## Fiche technique
- Titre : Tom Sawyer détective
- Titre original : Tom Sawyer, Detective
- Réalisation : Louis King
- Scénario : Robert Yost, Lewis R. Foster, Stuart Anthony, d’après le roman de Mark Twain Tom Sawyer détective (1896)
- Photographie : Ted Tetzlaff
- Montage : Ellsworth Hoagland
- Musique : Gerard Carbonara, John Leipold
- Direction artistique : Hans Dreier, A. Earl Hedrick
- Société de production et de distribution : Paramount Pictures
- Pays d'origine : États-Unis
- Langue : anglais
- Format : noir et blanc - image : 1,37:1 - pellicule : 35 mm - son : Mono (Western Electric Mirrophonic Recording)
- Genre : film à énigme, comédie pour la jeunesse
- Durée : 68 minutes
- Dates de sortie : 
  -  États-Unis : 23 décembre 1938
  -  France : 17 août 1939
- Affiche : Roger Rojac (France)

## Distribution
- Billy Cook : Tom Sawyer
- Donald O'Connor : Huckleberry Finn
- Porter Hall : oncle Silas
- Phil Warren : Jeff Rutledge
- Janet Waldo : Ruth Phelps
- Elisabeth Risdon : tante Sally
- William Haade : Jupiter Dunlap
- Edward Pawley : Brace Dunlap
- Clem Bevans : le shérif Slocum
- Raymond Hatton : le juge Tyler
- Howard M. Mitchell : le procureur
- Stanley Price : Clayton
- Harry Worth : Dixon
- Clara Blandick : tante Polly
- Si Jenks : le fermier Sykes
- Etta McDaniel : Tulip
- Oscar Smith : Curfew
- Monte Blue : le shérif Walker
- Foy Van Dolsen : Alex Cooper
- Robert Homans : le capitaine de vaisseau (non crédité)
- Murdock MacQuarrie : un complice de Posse